# RAYJI
RAYJI（RayJi、れいじ）は、日本のベーシスト。（元スターマンビジョン V系ロックバンド『ViV』所属

## 人物
- 大文字と小文字の混ざる名前表記で、RayJi の i は私、y は あなた。 a は and を表し、『I & you』 という意味が含まれている。2016年7月からは「世界に通用するようにという想いと、私とあなたでもっと大きくなりましょう」という意味を込め、表記をすべて大文字で RAYJI に改めた。
- ファンを書き表す際に『仔』という漢字を使用する。
- 高校三年生の文化祭にてバンドコンテストに出たことがきっかけで音楽の道に進むことを決意。その時の演奏曲はL'Arc～en～CielのSTAY AWAY。
- ベースを選んだ理由は「弦が4本だけだから、自分にもできそう」という理由から[1]。
- マイケル・ジャクソンに音楽面だけでなく生き方の影響を受けているため、多数のボランティア活動にも参加している。
- 右腕に「for you and for me」というタトゥーが入っている。
- マーカス・ミラー、ヴィクター・ウッテンが大好き。

## 演奏スタイル
2014年頃まではピック中心の奏法であったが、2016年にはほぼピックを使用しなくなる。
2015年夏におこなった47都道府県ベース一本の旅『会いたくて2015夏』を経て、プレイスタイルが変化。「ベース一本で勝負しなくてはいけなくなった時、派手さが必要だった」ことからスラップ奏法やテクニカルな奏法を多用するようになる。
また、スラップ奏法だけでなくタッピング奏法も度々みせる。
「ベースは打楽器」という独自の考えを持ち、奏法に囚われない弾き方が特徴。
2016年頃より、ベースのチューニングをオープンチューニングに変更し、ギター用のカポを使用するようになる。片手を自由にしたかったことが要因で、現在はカポを2つ使用。

## 活動
- 2013年 ViV結成
- 2013年 - 2014年 障害者福祉施設での音楽ボランティア活動
- 2013年 - 2014年 24時間路上ライブ2回、72時間路上ライブ1回
- 2015年 茨城県常総市での水害の際、ボランティア活動に参加。
- 2015年 47都道府県ベース一本の旅『会いたくて2015夏』

約2ヶ月半にわたる旅を行い、累計約2,000人の動員があった。
- 2015年8月 55時間路上ライブ
- 2016年 熊本地震のチャリティーを行う

TЯicKY feat.RayJiとして『もやし最高』をライブ会場にて限定発売。売上金を全額義援金として送る。
- 2016年7月 ニコニコ生放送の『ViV RayJiの今夜もチャチャチャ!』の番組企画で、自身が自転車に乗って当選者にその自転車を届けるという『れいチャリ』企画を敢行。
- 2018年8月 バンド解散後一年間のブランクを経てソロ活動開始。『RAYJI始動ワンマンSHOW』[4]。

## 機材
- ベース：Fender custom をメインに使用。その他にZEMAITIS、ニコニコ生放送ではYAMAHAを使用。
- 弦：ダダリオを使用。ライブの度に張り替えている。